# Mobili San Giacomo-Benotto
Mobili San Giacomo-Benotto oder San Giacomo-Mobilificio-Alan war ein italienisches Radsportteam, das von 1979 bis 1980 bestand.

## Geschichte
Das Team wurde 1979 unter der Leitung von Primo Franchini gegründet. Nennenswerte Platzierung waren 1979 der zweite Platz beim Giro di Toscana, die vierten Plätze bei Tirreno-Adriatico, der Tre Valli Varesine, der Trofeo Laigueglia, dem GP Industria & Artigianato und der siebte Platz in der Gesamtwertung beim Giro d’Italia. 1980 konnten neben den Siegen der sechste Platz bei der Flandern-Rundfahrt, Platz 9 beim Giro d’Italia und Platz 12 bei der Lombardei-Rundfahrt erreicht werden. Nach der Saison 1980 wurde das Team aufgelöst.

## Erfolge
1979
- eine Etappe Giro d’Italia

1980
- eine Etappe und  Bergwertung Giro d’Italia
- drei Etappen Vuelta a España
- Giro del Friuli
- Giro Gatteo a Mare
- eine Etappe Cronostaffetta
- Piccolo Giro di Lombardia

### Monumente-des-Radsports-Platzierungen
| Monument            | 1979 | 1980 |
| ------------------- | ---- | ---- |
| Mailand–Sanremo     | 5    | 9    |
| Flandern-Rundfahrt  | –    | 6    |
| Lombardei-Rundfahrt | 22   | 12   |

### Grand-Tour-Platzierungen
| Grand Tour            | 1979 | 1980 |
| --------------------- | ---- | ---- |
| Vuelta a EspañaVuelta | –    | 15   |
| Giro d’ItaliaGiro     | 6    | 9    |

## Bekannte ehemalige Fahrer
- Giuseppe Martinelli (1979–1980)
- Fausto Bertoglio (1979)
- Freddy Maertens (1980)
- Roberto Visentini (1980)
- Claudio Corti (1980)